# Långvingepapegojor
Långvingepapegojor (Poicephalus) är ett släkte med papegojfåglar som vilt lever i mellersta Afrika. De är relativt små papegojor och mäter ca 20–30 cm, beroende på art. De har förhållandevis kort, trubbig stjärt, långa vingar och de flyger mycket bra. Namnet långvingepapegojor är inte ett officiellt svenskt trivialnamn men används i ganska stor utsträckning inom burfågelsfären.

## Arter i släktet
Enligt AviList:
- Beigehuvad papegoja (Poicephalus fuscicollis)
- Kappapegoja (Poicephalus robustus)
- Kongopapegoja (Poicephalus gulielmi)
- Savannpapegoja (Poicephalus meyeri)
- Ovambopapegoja (Poicephalus rueppellii)
- Brunhuvad papegoja (Poicephalus cryptoxanthus)
- Azandepapegoja (Poicephalus crassus)
- Rödbukig papegoja (Poicephalus rufiventris)
- Senegalpapegoja (Poicephalus senegalus)
- Gulpannad papegoja (Poicephalus flavifrons)